# 本福寺 (松戸市)
本福寺（ほんぷくじ）は、千葉県松戸市上本郷にある時宗の寺院。

## 歴史
明治12年（1879年）に届け出た寺院明細帳によると、開基は元応元年（1319年）3月15日とあるが、終戦後に同寺の檀家で発見された鉦鼓の口縁部に「嘉元改元癸卯天九月吉日」および「本福寺開祖他阿弥陀仏」と陰刻されていたため、遊行二代の他阿上人が嘉元元年（1303年）に開創したのではないかとされている。元々日暮にあったものを上本郷に移転したとも伝えられる。

## 文化財

### 松戸市指定有形文化財
鉦鼓
嘉元元年（1303年）銘。一遍・他阿の遊行に用いられて流行し、念仏の際に鳴らしながら踊り歩いたもの。
阿弥陀三尊仏
本尊の阿弥陀仏が、観音菩薩と勢至菩薩を脇侍した三尊であらわされている。長野の善光寺の三尊仏と同じ形式であることから「善光寺式」といわれる。材質は青銅で、製作年代は刻銘がないため不明瞭だが鎌倉時代末のものと推測されている。

## 境内

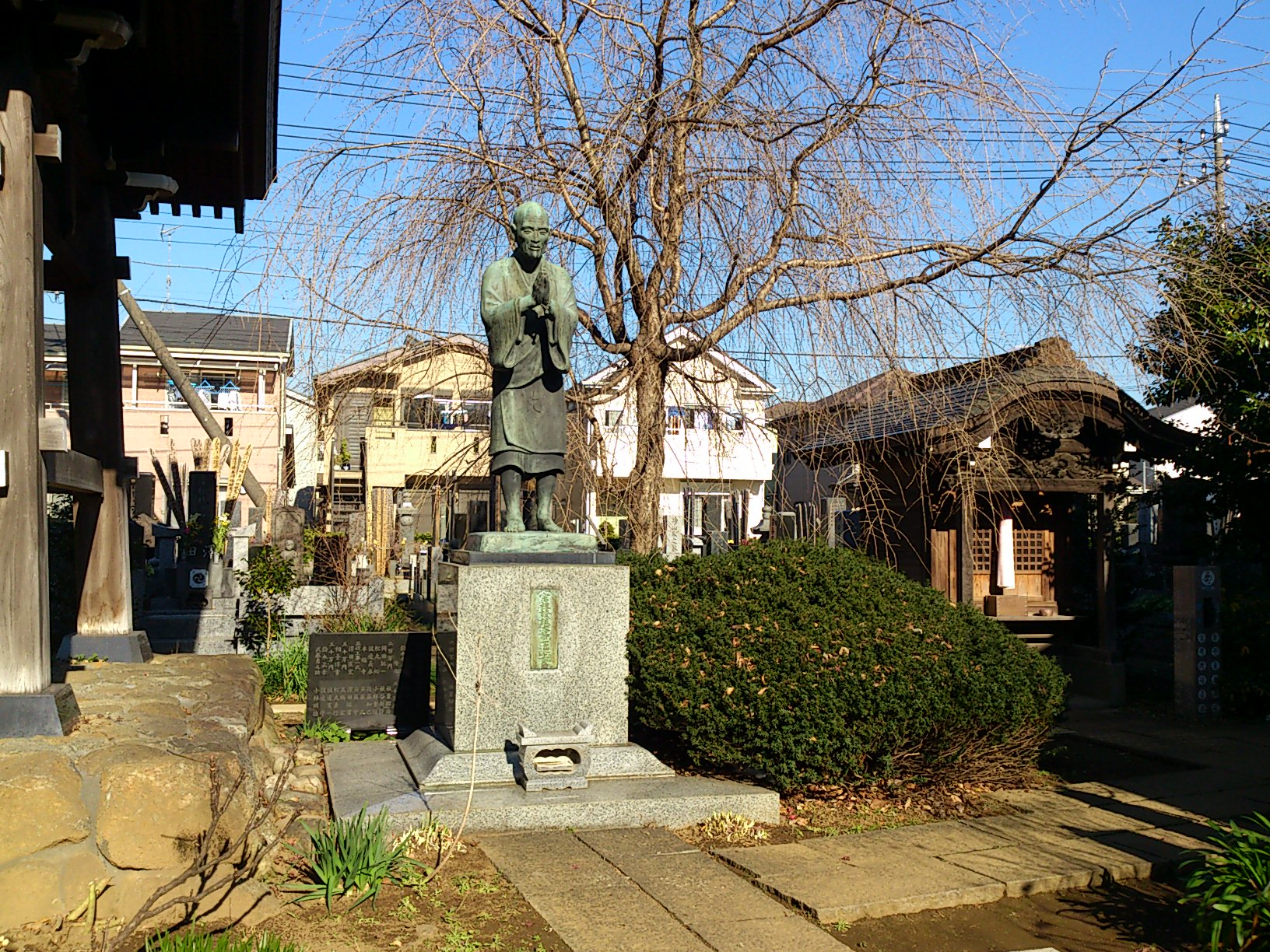
一遍上人像

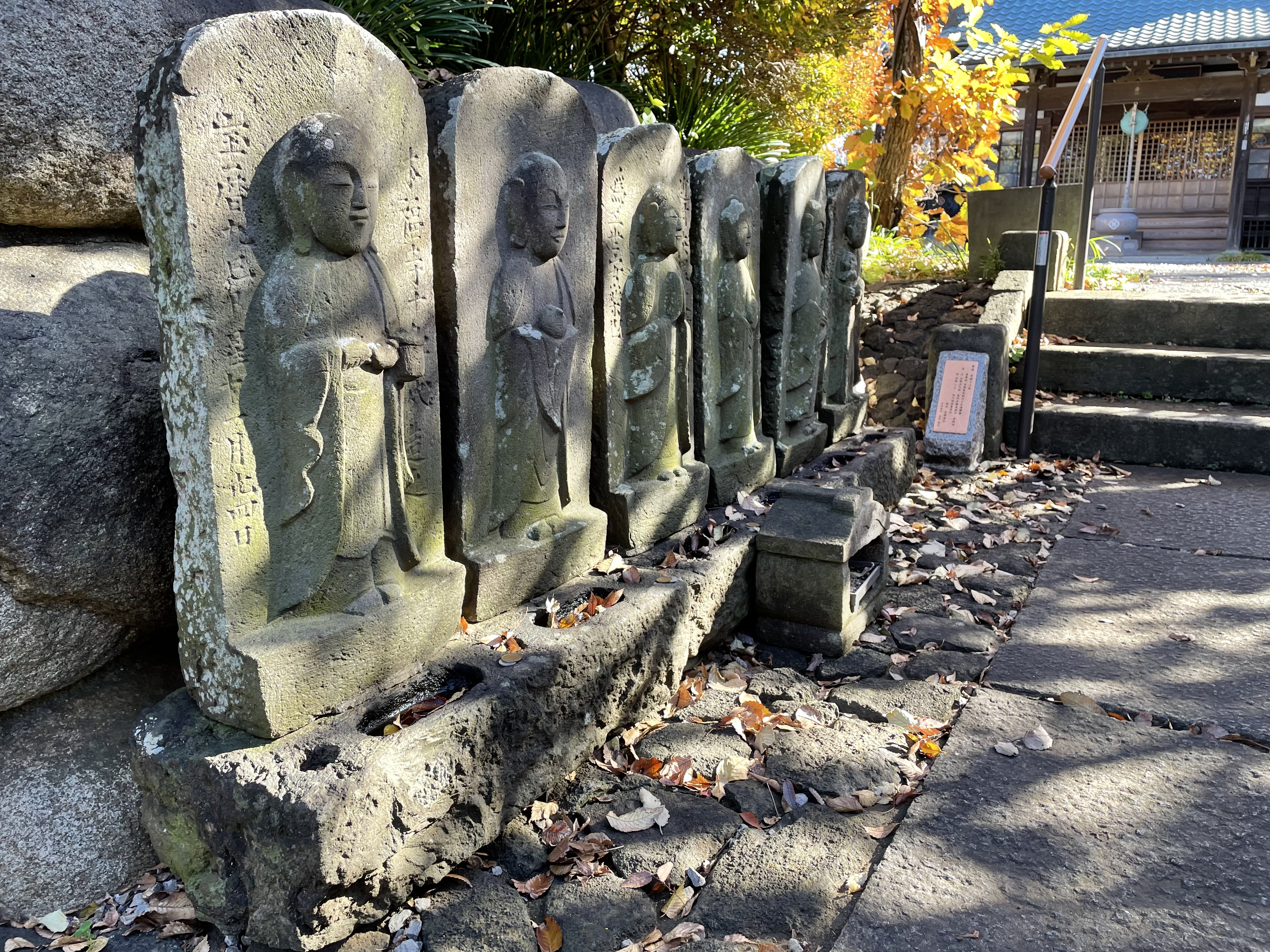
六地蔵

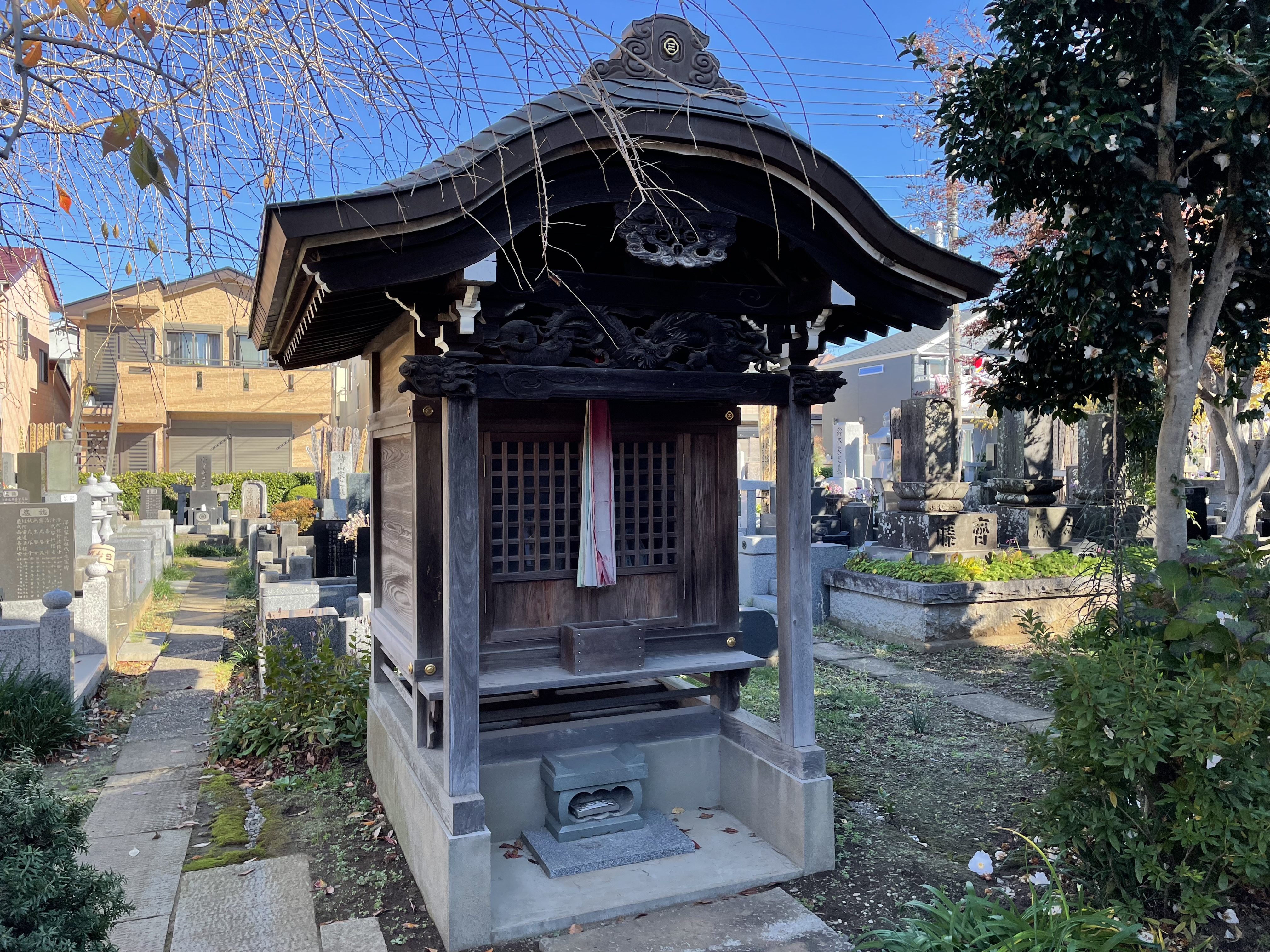
大師堂

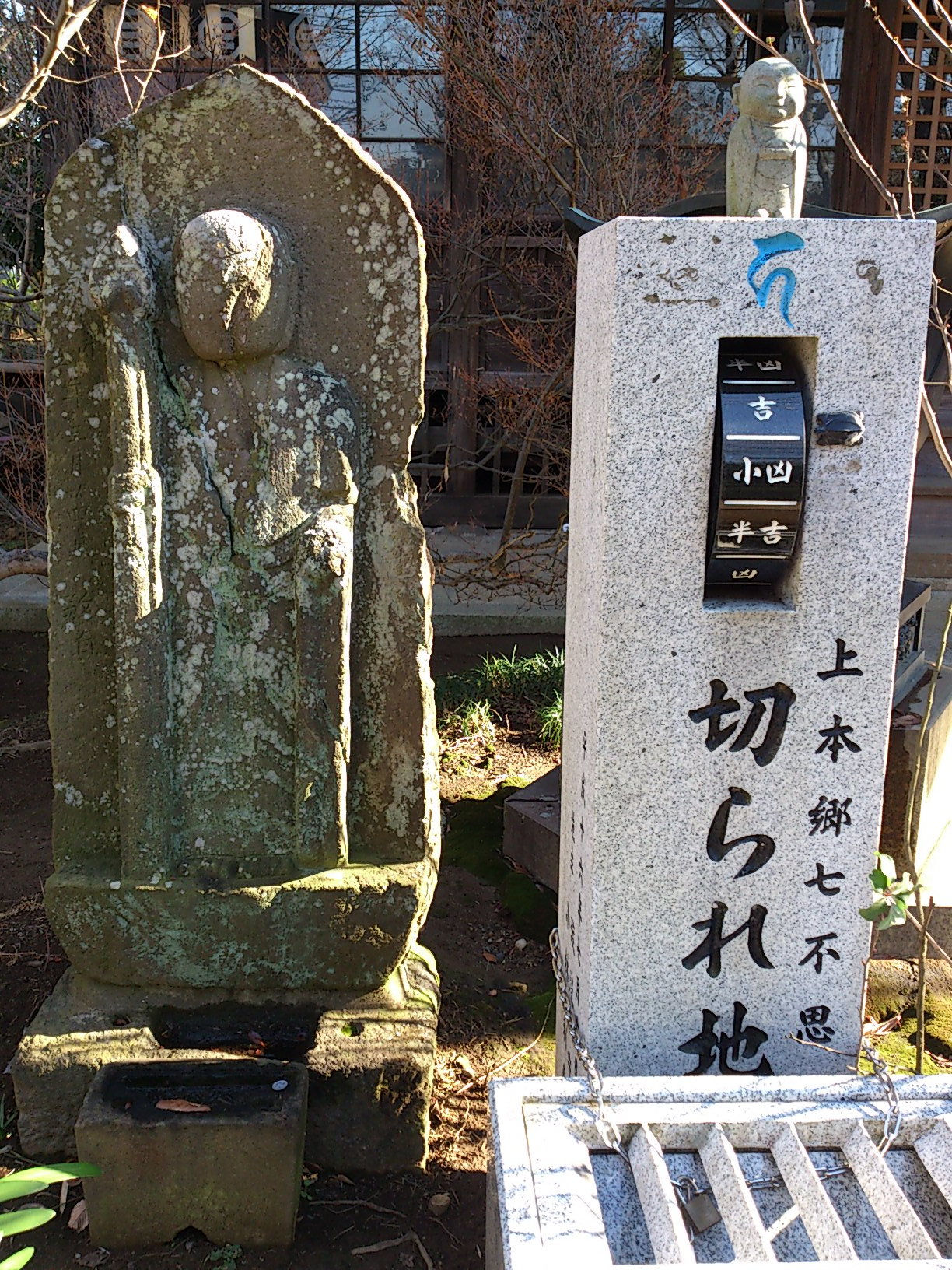
斬られ地蔵

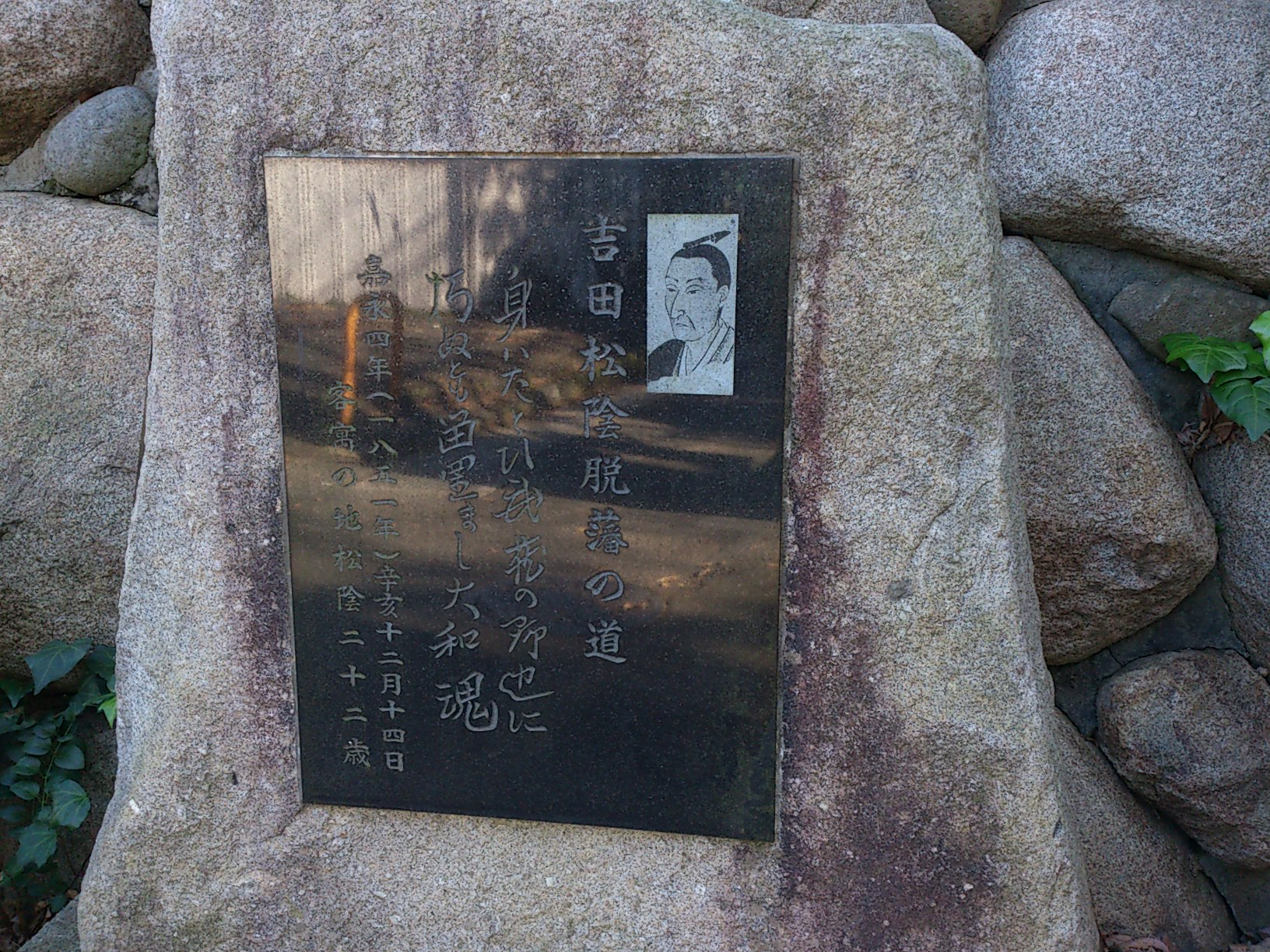
吉田松陰脱藩の道

本堂

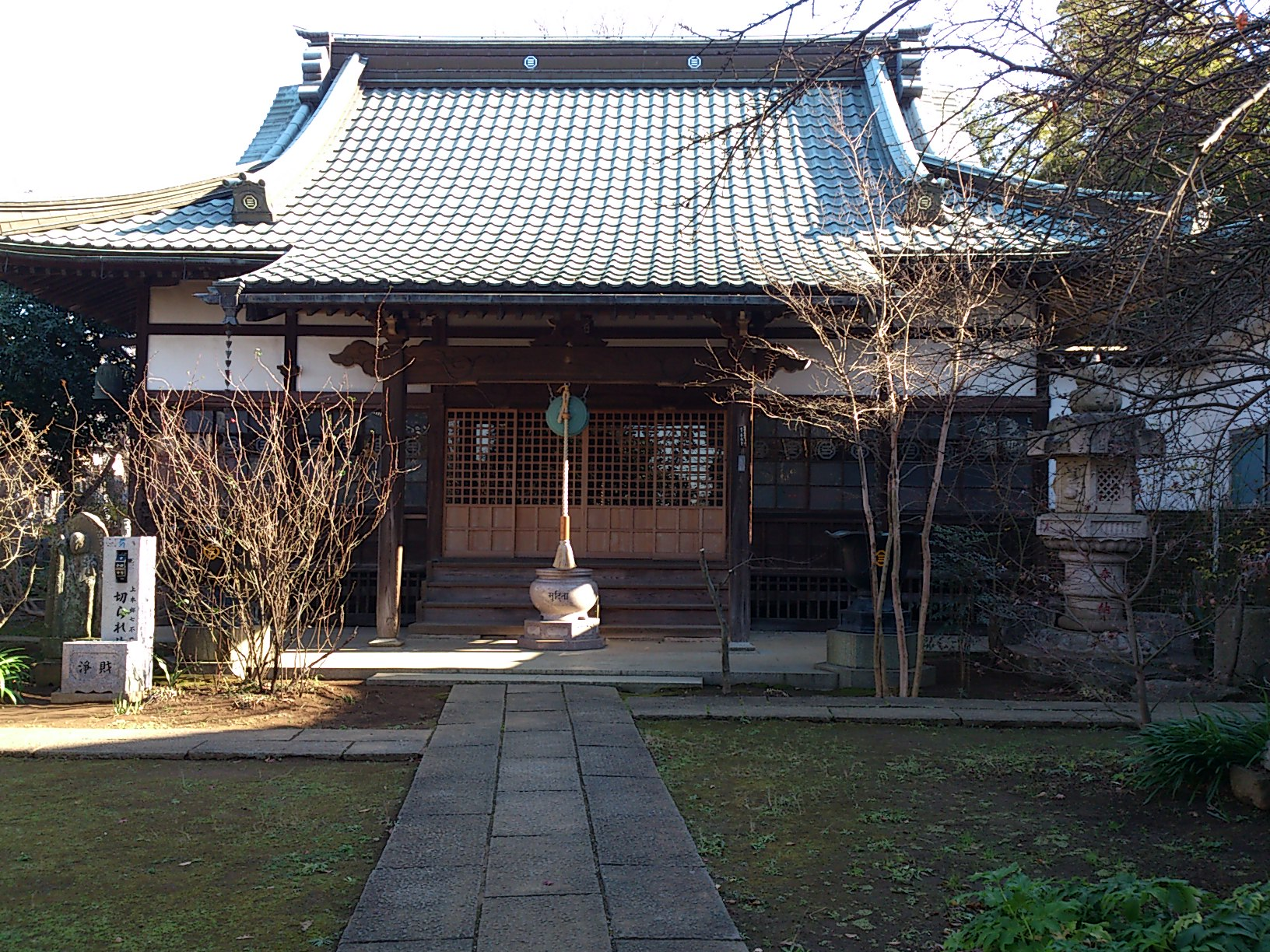
本堂

鐘楼

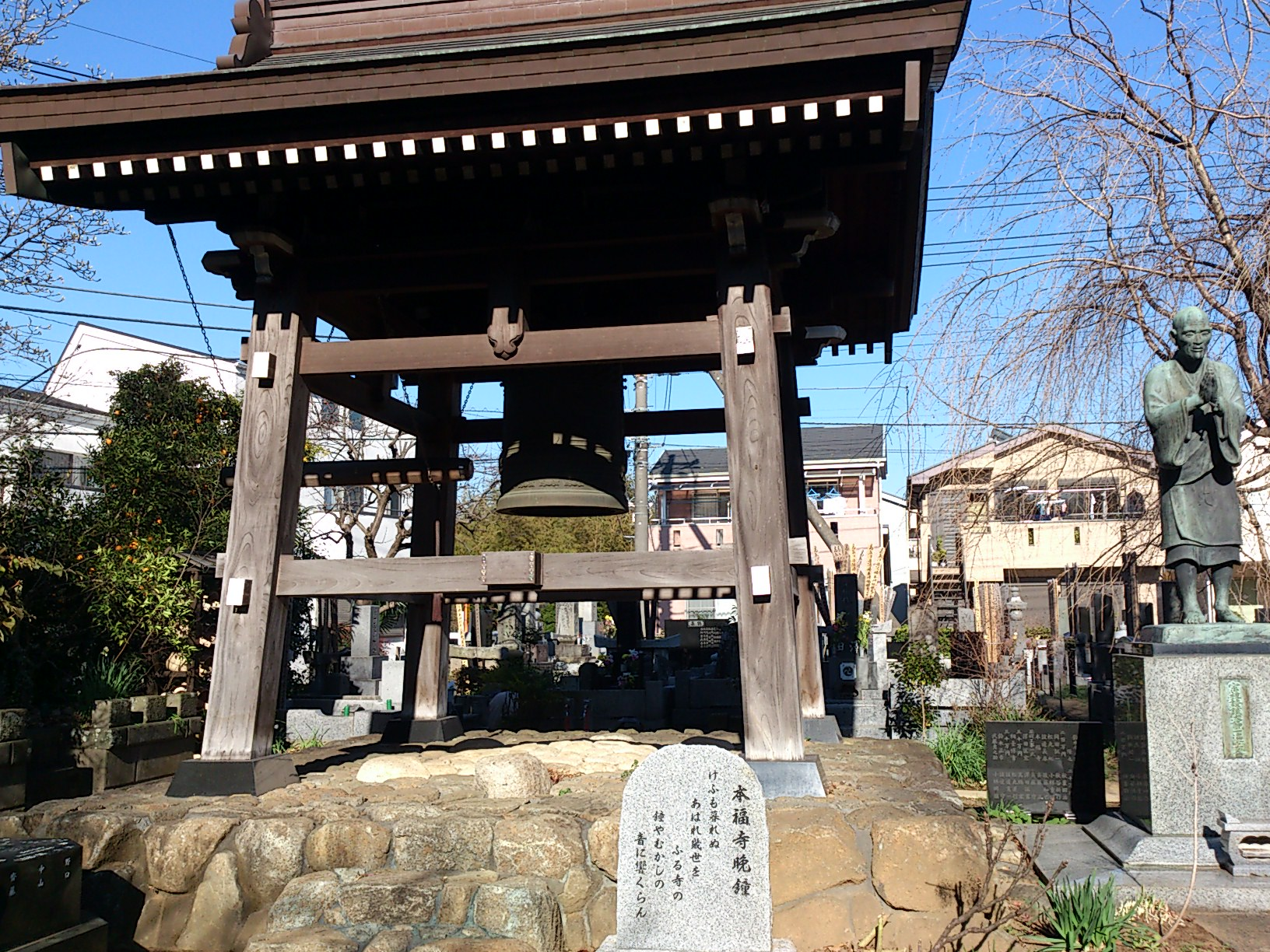
鐘楼

一遍上人像
- 一遍上人像

六地蔵
- 六地蔵

大師堂
- 大師堂

斬られ地蔵
上本郷の七不思議のひとつ。元は明治神社隣の覚蔵院（廃寺）にあったと伝えられる。むかしその境内で盆踊りがあった際、あやしい大男が突然入り込んで巧みに踊り、村の娘衆の気をひいた。それをみた若者が怒って刀で斬りつけた所、悲鳴を上げて逃げた。翌朝、寺内の石地蔵の胸に生々しい刀疵があったので若者は驚いて地蔵に謝ったという。。
- 斬られ地蔵

吉田松陰脱藩の道碑
嘉永4年（1851年）12月14日、長州藩を脱藩した長州藩士吉田松陰が東北遊学に出かける途中、追っ手から逃れるため旅籠を避け、松戸宿から東北に半里離れた山林を分け入り偽名を使い本福寺の門を叩いた。当時の住職、二十九世覚阿了音和尚（りょうおん）は、見知らぬ若者を親切にもてなしてくれた。その翌日、松陰は本郷村の子供たちを集めて講義をしたという。- 吉田松陰脱藩の道

## 交通アクセス
バス
- 京成バス明治神社前バス停から徒歩で約4分

鉄道
- 東日本旅客鉄道（JR東日本）常磐緩行線北松戸駅から徒歩で約9分
- 京成電鉄松戸線上本郷駅から徒歩で約11分